# Національна наукова рада
Національна наукова рада (англ. National Science Board, NSB) Сполучених Штатів Америки – орган, що визначає стратегію Національного наукового фонду США в рамках державної стратегії, визначеної Президентом США і Конгресом. ННР також слугує незалежним дорадчим органом зі стратегічних питань у сферах природничо-наукових та інженерних досліджень та освітній сфері. Згідно зі своїм статутом, Рада зобов'язана «…надавати Президенту і Конгресу звіти щодо конкретних окремих стратегічних питань, що стосуються науки та інженерії, а також освіти в галузі природничих та інженерних наук, мірою того, як Конгрес або Президент визначатиме потребу у таких звітах».
Приблизно що два роки виходить звіт «Показники щодо природничих та інженерних наук» (Science and Engineering Indicators).
Рада складається з 24 членів, яких на шестирічний строк призначає Президент США. Директор Національного наукового фонду є членом Ради за посадою, призначається Президентом і затверджується Сенатом.